# Gruppo di Minsk

Logo OSCE

Il Gruppo di Minsk è una struttura di lavoro creata nel 1992 dalla Conferenza sulla Sicurezza e Cooperazione in Europa (CSCE), dal 1995 Organizzazione per la sicurezza e la cooperazione in Europa, allo scopo di incoraggiare una soluzione pacifica e negoziata dopo la prima guerra del Nagorno Karabakh.

## Istituzione
Il meeting straordinario di Helsinki della CSCE, tenutosi il 24 marzo 1992, richiese al Segretario dell'Organizzazione di dare vita il più rapidamente possibile ad una Conferenza internazionale che affrontasse il problema del Nagorno Karabakh che da alcuni mesi era interessato da un conflitto tra armeni ed azeri dopo che il 2 settembre era stata proclamata la repubblica del Nagorno Karabakh.
La conferenza si sarebbe dovuta tenere nella città di Minsk, capitale della Bielorussia ma non ebbe mai luogo alla data prefissata. Venne comunque creato un "gruppo di lavoro" dal nome della città che avrebbe dovuto ospitare la riunione. La sua attività è già registrata nei verbali delle riunioni della Csce a dicembre.
Il summit dei capi di stato e governo CSCE tenutosi a Budapest il 6 dicembre 1994 diede mandato per la creazione di un formale gruppo di co-presidenti il cui lavoro fosse finalizzato a:
- Fornire un quadro appropriato di lavoro per la risoluzione del conflitto in modo da assicurare il processo di negoziazione sostenuto dal gruppo di Minsk medesimo;
- ottenere dalle parti in causa la stipula di un accordo di cessazione del conflitto armato al fine di permettere la convocazione della Conferenza di Minsk;
- promuovere il processo di pace con il dispiegamento di una forza multinazionale di pace sotto l'egida dell'Organizzazione stessa.

## Struttura
Il gruppo di Minsk è guidato da una co-Presidenza attualmente composta da Francia, Russia e Stati Uniti d'America.
Fanno inoltre parte del gruppo rappresentanti di Bielorussia, Germania, Italia, Portogallo, Paesi Bassi, Svezia, Finlandia e Turchia oltre a Armenia ed Azerbaigian.
Gli attuali (2021) co-presidenti sono il francese Stéphane Visconti, il russo Igor Khovaev e lo statunitense Andrew Schofer.

## Attività
Il Gruppo è impegnato tuttora in una difficile opera di mediazione fra le parti in causa e sono frequenti ogni anno le visite che la delegazione dei co-presidenti effettuano a Erevan, Baku e Stepanakert.
Ad oggi, tuttavia, non è ancora riuscito ad ottenere dai soggetti interessati la firma di un definitivo accordo di pace sulla questione del Nagorno Karabakh.
La comunità internazionale sembra tuttavia concorde nel ritenere che il format del gruppo di Minsk sia l'unico in grado di assicurare un lento ma progressivo miglioramento dei negoziati fra le parti. Per tale ragione non sono andati a buon fine i tentativi azeri e turchi di aprire altri tavoli di trattativa presso la Assemblea Parlamentare del Consiglio d'Europa (PACE) dove i lavori di una sottocommissione sul Nagorno Karabakh non sono mai iniziati, e alle Nazioni Unite.

## Posizione delle parti in causa riguardo al Gruppo di Minsk

### Posizione dell'Azerbaigian
L'Azerbaigian è critico nei confronti del Gruppo di Minsk in quanto ritiene la posizione dello stesso sbilanciata a favore dell'Armenia. In particolare vorrebbe che il co-presidente francese fosse sostituito da membro di altra nazionalità, possibilmente turco.

### Posizione dell'Armenia
L'Armenia lamenta che al tavolo dei negoziati non sieda un rappresentante del governo della repubblica del Nagorno Karabakh. Il Gruppo di Minsk ha comunque incontrato a più riprese il presidente Bako Sahakyan ed ha attraversato più volte a piedi il confine tra il Nagorno Karabakh e l'Azerbaigian.